# Ван Бредероде, Хендрик
Хендрик ван Бре́дероде (декабрь 1531, Брюссель — 15 февраля 1568) — нидерландский военный деятель, участник Нидерландской революции. Имел прозвище «большой гёз».

## Биография
Хендрик ван Бредероде происходил из дворянской семьи, сын Рейнольдса III ван Бредероде, сюзерена Вианена, потомственного бургграфа Утрехта.
Стал сторонником протестантской веры и встал на сторону принца Оранского и графа Эгмонта в противодействии введению испанской инквизиции и усиления испанской власти в Нидерландах. В 1566 году он был одним из основателей Конфедерации дворян, которые обязались поддерживать права и свободы страны, подписав документ, известный как Компромисс дворян.
5 апреля того же года Бредероде сопровождал к дворцу отряд из 300 рыцарей, среди которых был оратором, с целью представить регентше, Маргарите Пармской, петицию с изложением своих жалоб. На собрании в таверне Кулемберга, на котором он председательствовал, 8 апреля противникам испанского господства впервые было дано прозвище «гёзы».
В марте 1567 года при поддержке своих друзей и буржуазии Бредероде стал генерал-капитаном города Амстердам. Бредероде, прозванный «большим гёзом», был изгнан из Нидерландов герцогом Альбой и умер в изгнании вскоре после этого в возрасте 36 лет.
Его единокровным братом был Ланселот Ван Бредероде.

## Киновоплощения
- Легенда о Тиле (1977) — Юрий Волынцев